# 石巻市立山下中学校
石巻市立山下中学校（いしのまきしりつ やましたちゅうがっこう）は、宮城県石巻市にある公立中学校である。

## シンボル
- 「校旗」 大志を抱き飛翔する若鳥とアルファベットのYから成る[1]
- 「校歌」 作詞:生江義男 作曲:石島正博[1]
- 「校木」 クロマツ[1]
- 「スクールカラー」 オーシャンブルー[1]
- 校章および校歌歌詞（石巻市立山下中学校HP）

## 学区
- 石巻市立貞山小学校、石巻市立中里小学校学区[2]
- 中里2〜7丁目、南中里2〜4丁目、水押1〜3丁目、清水町2丁目、田道町2丁目、錦町、新橋、貞山1〜5丁目、字新横堤、大街道北2丁目（8番32号、11番1〜5号まで、12番2〜8号まで）
- なお、 石巻市立山下小学校、石巻市山下町は石巻市立石巻中学校学区となる。

## 学校教育目標 及び 目指す生徒像
- 瞳輝いて 山中生 (Lively)
- 志燃えて 山中生 (Actively)
- 心通わせて 山中生 (Tenderly)

## 生徒会活動
- 生徒会執行部
- 各学年委員会
- 広報掲示委員会
- 図書委員会
- 給食委員会
- 保健整美委員会
- 福祉委員会
- 生徒健全育成ボランティア「シリウス」

## 部活動
- 野球部
- ソフトボール部
- 陸上部
- 男女ソフトテニス部
- 男女バレーボール部
- 女子バスケットボール部
- 男女卓球部
- 剣道部
- 柔道部
- 吹奏楽部
- 生活文化部

## 沿革
- 1982年（昭和57年）
  - 4月1日 - 創立。
  - 屋内体育館竣工
- 1983年（昭和58年）
  - 開校記念碑除幕式
  - プール竣工
- 1984年（昭和59年） - 特別教室第二期工事竣工
- 1985年（昭和60年） - 運動部室竣工
- 1986年（昭和61年）
  - 特別教室（金工室、被服室、美術室、音楽室）竣工
  - 校舎落成記念体育祭開催
  - 第一・第二応援歌制定
- 1987年（昭和62年） - 中国温州市教育視察団来校
- 1991年（平成3年） - 開校10周年記念祝賀会挙行
- 1992年（平成4年） - 全国中学校体育大会　陸上　男子三種B　第4位　男子800m出場
- 1994年（平成6年）
  - ボランティア活動普及事業協力校（3年間）
  - 全国中学校体育大会　柔道　男子55kg級出場
- 1996年（平成8年） - 全国中学校体育大会　柔道　男子78kg級　第3位
- 1998年（平成10年）
  - 全国中学校体育大会　水泳   女子100、200m自由形出場
  - 全国中学校体育大会　ソフトテニス　男子団体出場
- 1999年（平成11年）
  - 全国中学校体育大会   水泳   女子100、200m自由形出場、国体7位
- 2001年（平成13年） - 開校20周年記念式典・祝賀会挙行
- 2002年（平成14年） - 全国中学校スキー競技大会回転・大回転出場
- 2004年（平成16年） - 管打楽器ソロコンテスト全国大会出場
- 2006年（平成18年） - 全国中学校体育大会　柔道　男子90kg級出場
- 2008年（平成20年） - 暖房設備工事竣工
- 2009年（平成21年） - 下水道設備工事竣工
- 2011年（平成23年）
  - 東日本大震災により冠水被害
  - 開校30周年記念集会
  - 全国中学校体育大会 男子走幅跳 男子共通4×100mリレー 出場
- 2012年（平成24年） - 校名板設置（嵯峨大拙書）
- 2013年（平成25年） - 体育館および校舎大規模改修
- 2014年（平成26年） - 生徒健全育成ボランティア「シリウス」発足
- 2015年（平成27年）
  - 昇降口に学校目標看板設置
  - 全国中学校体育大会　陸上　男子走幅跳　女子800m　出場
  - NHK全国学校放送コンテスト　アナウンス部門　全国大会出品
  - 宮城県小・中学生いじめゼロCMコンクール　最優秀賞
- 2016年（平成28年）
  - 全国中学校体育大会　陸上　女子800m 第8位、岩手国体・全国通信陸上出場
  - NHK全国学校放送コンテスト　アナウンス部門　全国大会出品
  - 読書感想画コンクール 全国大会出品

## 生徒数の推移
| 1982年 | 562 |  |
| 1987年 | 676 |  |
| 1992年 | 547 |  |
| 1997年 | 444 |  |
| 2002年 | 355 |  |
| 2007年 | 291 |  |
| 2012年 | 298 |  |
| 2017年 | 240 |  |
| 2022年 | 183 |  |

## 学区内の主な公共施設
- 石巻市立貞山小学校(隣接）
- 宮城県石巻工業高等学校(隣接）
- 石巻市立中里小学校
- 宮城県石巻好文館高等学校
- JR仙石線・仙石東北ライン 陸前山下駅
- 石井閘門
- 貞山運河(北上運河)
- 北上公園
- 石巻郵便局
- JAいしのまき
- 石巻年金事務所
- 北上川運河交流館（閉館中）

## 交通
- JR仙石線・仙石東北ライン 陸前山下駅下車 徒歩約10分
- 三陸沿岸道路石巻河南インターチェンジを下車後 右折約5分
- 三陸沿岸道路石巻女川インターチェンジを下車後 右折約6分